# Tiroler Landespreis für zeitgenössische Kunst
Der Tiroler Landespreis für zeitgenössische Kunst wird seit 1996 vom Bundesland Tirol verliehen.
Der Hauptpreis ist mit 5.500 Euro dotiert. 

## Preisträger
- 1996 Peter Blaas, Förderpreise Othmar Eder, Nikolaus Schletterer, Pia Steixner
- 1997 Franz Mölk, Förderpreise Christian Roeck, Klaus Bartl, Margret Wibmer
- 1998 Lois Weinberger, Förderpreise Veronika Oberhammer, Lorenz Schimpfössl, Michael Ziegler
- 1999 Eva Schlegel, Förderpreise Marco Szedenik, Hermine Span, Christoph Hinterhuber
- 2000 Arthur Salner, Förderpreise Thomas Feuerstein, Walli Salner, Martin Bruch
- 2001 Ernst Trawöger, Förderpreise Ricarda Denzer, Herwig Weiser, Werner Feiersinger
- 2002 Paul Albert Leitner, Förderpreise Beatrix Salcher, Lukas Drexel, Gregor Neuerer
- 2003 Margret Wibmer, keine Förderpreise
- 2004 Hans Weigand, Förderpreise Ben Pointecker, Annette Sonnewend, Gabriele Sturm
- 2005 Martin Walde, Förderpreise Fatima Bornemissza, Annja Krautgasser, Christoph Raitmayr
- 2006 Christine Prantauer, Förderpreise Franz Wassermann, Friedrich Biedermann, Robert Gfader
- 2007 Walter Obholzer, Förderpreise Anja Manfredi, Emanuel Danesch, Okay Altinisik
- 2008 Martin Gostner, Förderpreise David Rych, Manuela Mark, Bernd Oppl
- 2009 Carola Dertnig, Förderpreise Renée Stieger, Maria Peters, Klaus Auderer
- 2010 Thomas Feuerstein, Förderpreise Patrick Baumüller, Ursula Groser und columbosnext
- 2011 Rens Veltman, Förderpreise Christian Egger, Andrea Lüth, Michael Strasser
- 2012 Herbert Fuchs,[1] Förderpreise Carmen Brucic, Gregor Sailer, Johanna Tinzl und Stefan Flunger
- 2013 Werner Feiersinger,[2] Förderpreise Rosmarie Lukasser, Kirstin Rogge, Gerald Nestler
- 2014 Martin Bruch,[3] Förderpreise Anna-Maria Bogner, Katharina Cibulka und Heidrun Holzfeind
- 2015 Elmar Trenkwalder,[4] Förderpreise Sarah Decristoforo, Michael Kargl und Johannes Porsch
- 2016 Claudia Hirtl, Förderpreise Susanne Kircher-Liner, Simona Obholzer, Lukas Schaller
- 2017 Ulrike Müller, Förderpreise Heidi Holleis, Jöchl&Tragseiler und Benjamin Zanon
- 2018 Nora Schöpfer, Förderpreise Vanja Krajnc, Esther Strauß und Matthias Noggler[5]
- 2019 Nikolaus Schletterer, Förderpreise Matthias Krinzinger, Anna Mitterer, Patrick Bonato
- 2020 Heidrun Sandbichler, Förderpreise Sophia Mairer, Janine Weger, Helmut P. Ortner
- 2021 Katharina Cibulka, Förderpreise Margarethe Drexel, Bernhard Hetzenauer und Annelies Senfter[6]
- 2022 Peter Sandbichler, Förderpreise Alexandra Kontriner, Kathrin Stumreich, Stefan Klampfer
- 2023 Lois Hechenblaikner, Förderpreise Katharina Hölzl, Anna Lerchbaumer, Charlotte Simon
- 2024 Carmen Brucic, Förderpreise Angelika Wischermann, Lucas Norer, Shian Fong a.k.a. Ina Hsu
- 2025 Christoph Hinterhuber, Förderpreise Magdalena Frauenberg, Juri Velt, Lukas Posch